# Harper's Bazaar
Harper's Bazaar, äldre stavning Harper's Bazar, är en amerikansk månatlig modetidskrift för kvinnor, grundad 1867. Tidningen riktar sig till övre medelklass och överklass.

## Bildgalleri

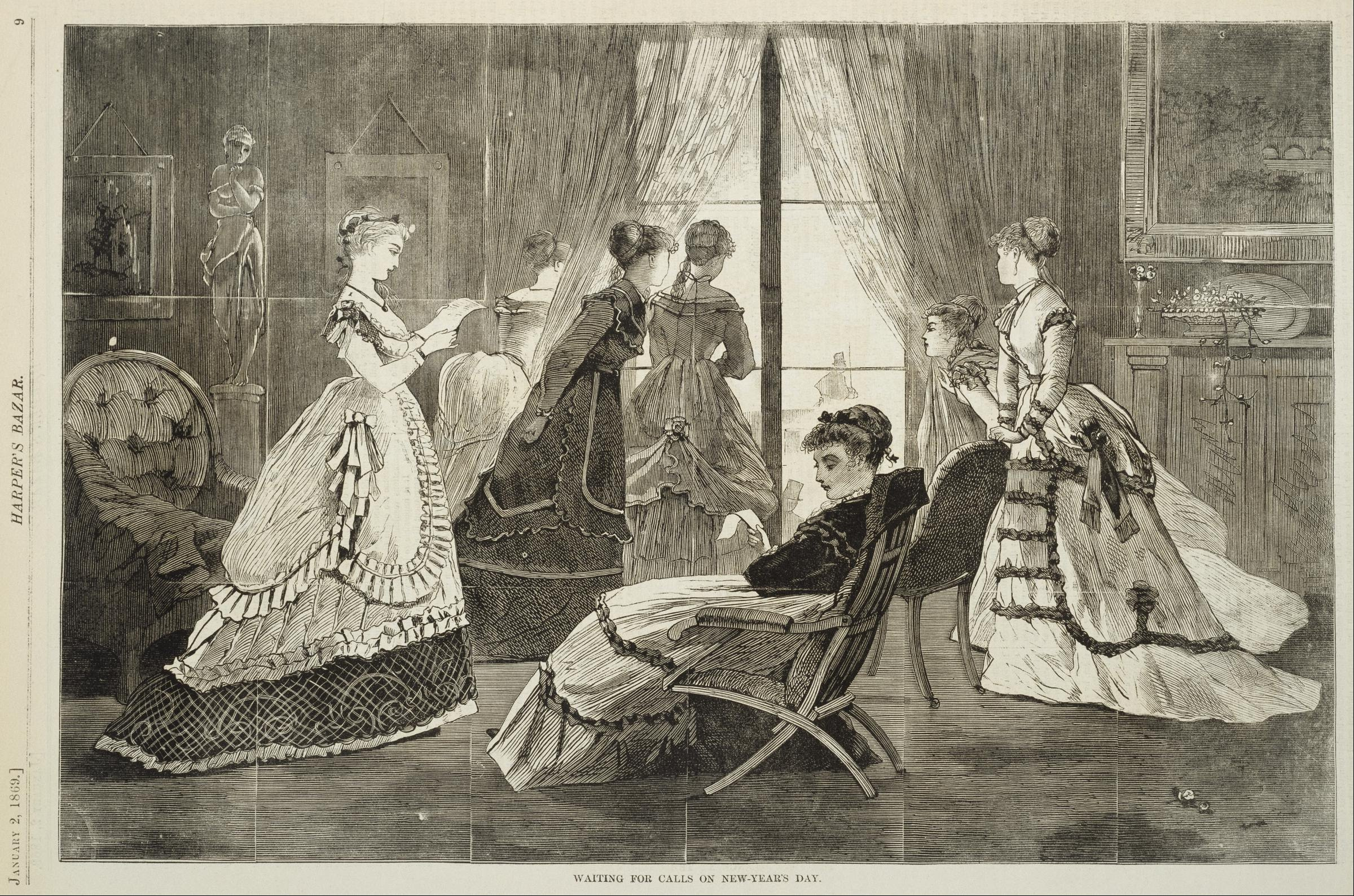
1869.
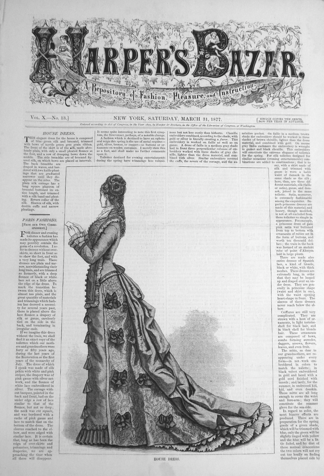
1877 Harpers Bazar March31
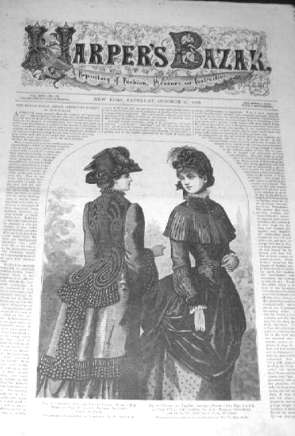
1883 Harpers Bazar Oct27
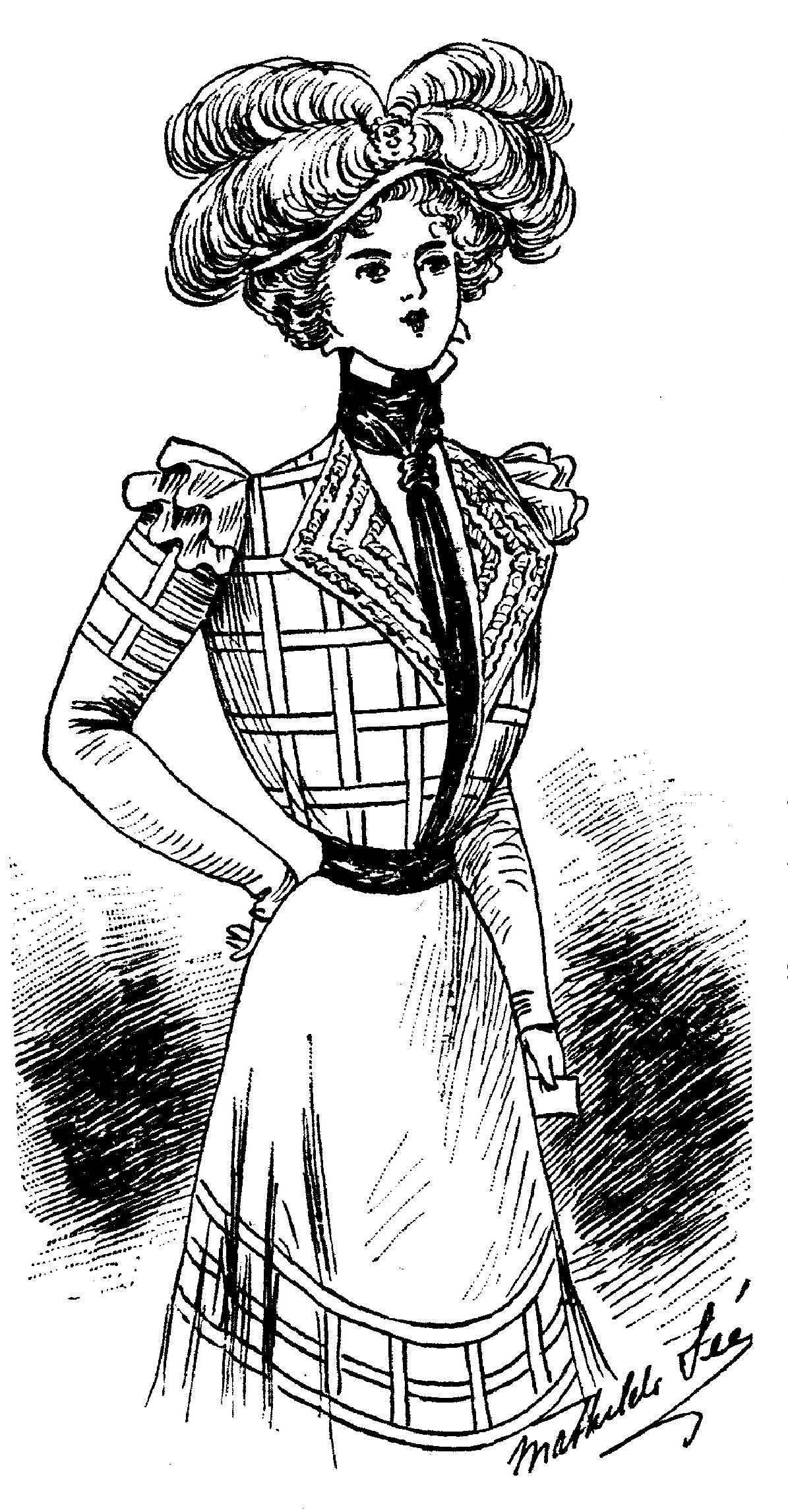
Little dress Charvet
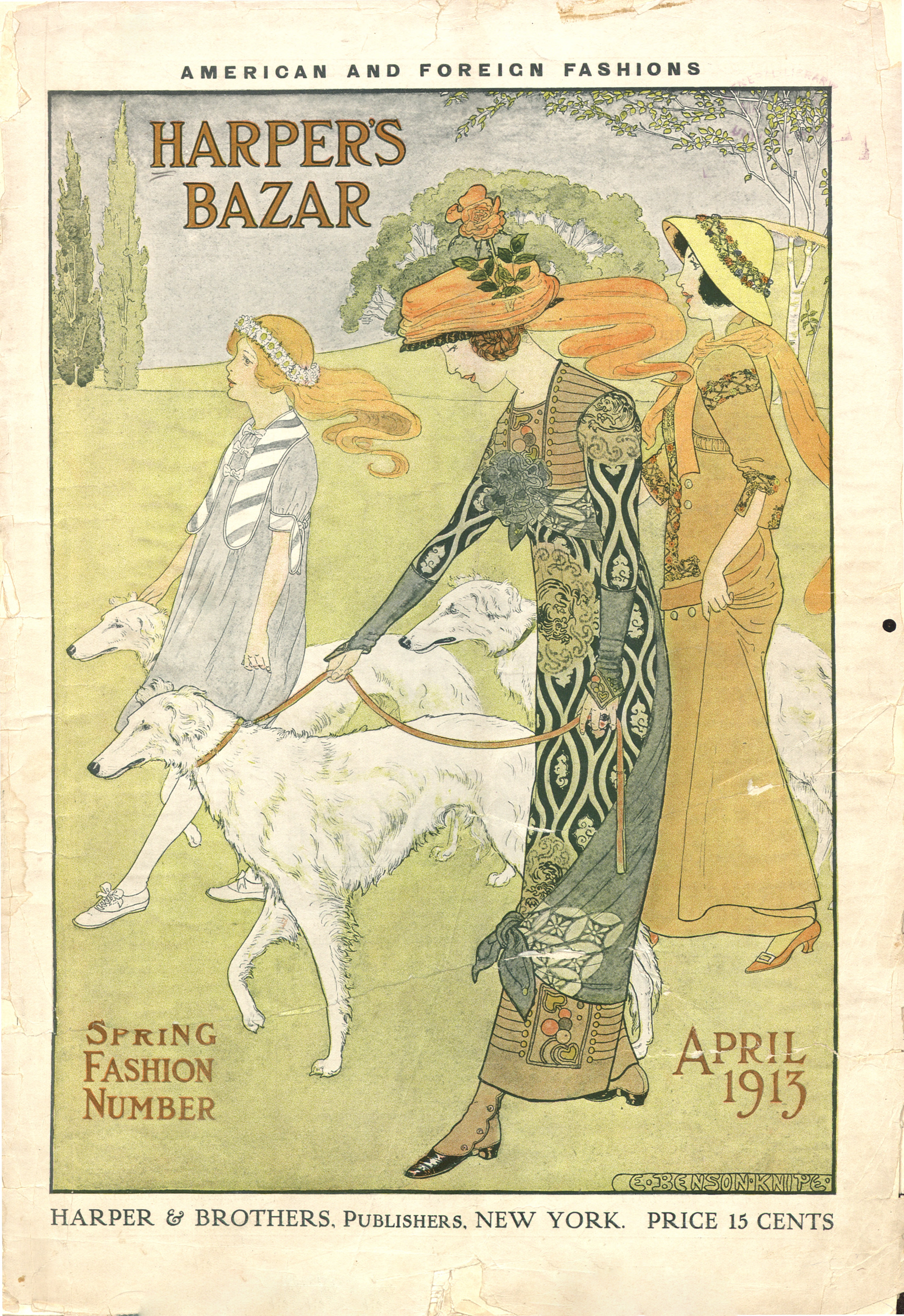
Harper's Bazar April 1913 cover
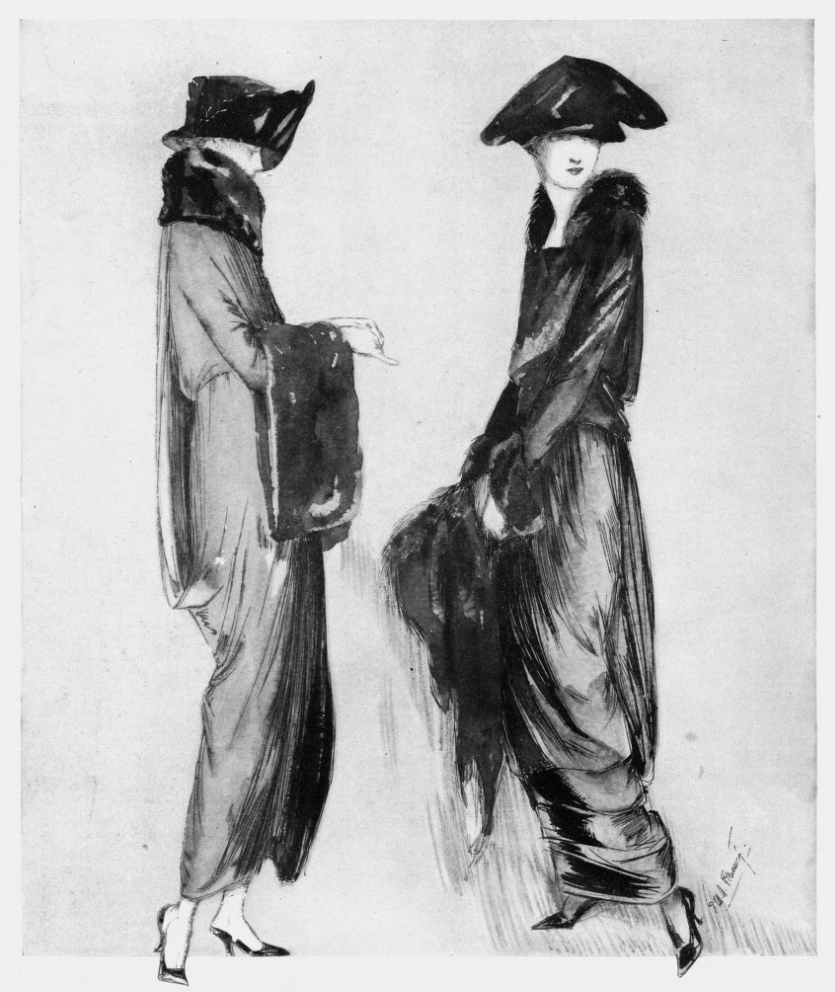
Silken stuffs replace wool to help win the war (1) Harper's Bazaar 1918
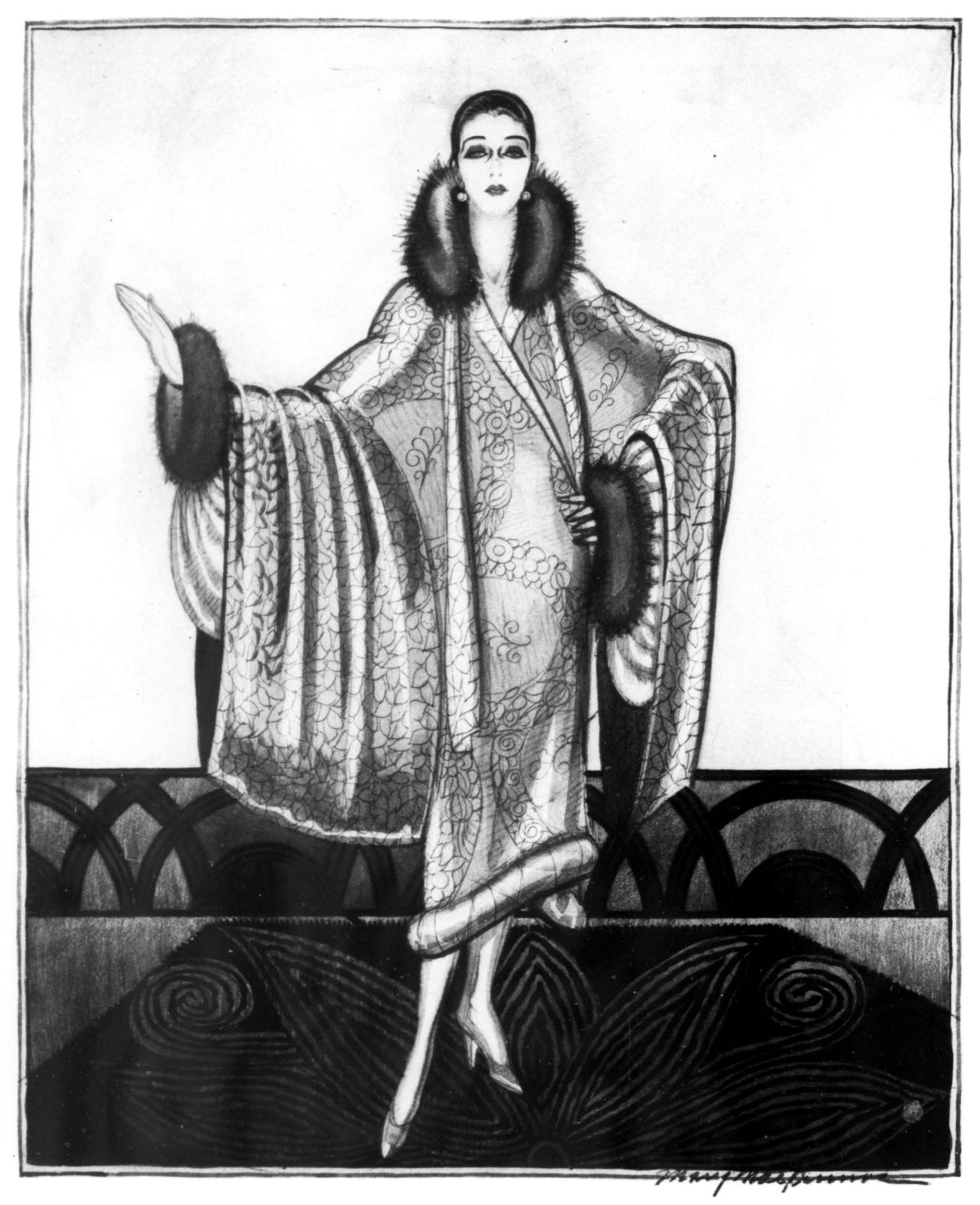
Japanese evening wrap designed by Drecoll - Harper's Bazar 1925-09